# Miloš Rybář
Miloš Rybář, slovenski zgodovinar in bibliotekar, * 7. november 1928, Ljubljana; † 1. maj 1995 Ljubljana.

## Življenje in delo
Srednjo šolo je obiskoval v Ljubljani, kjer je leta 1947 maturiral. Leta 1952 je diplomiral najprej na Pravni fakulteti, nato pa leta 1965 še iz zgodovine na Filozofski fakulteti v Ljubljani.  Od leta 1959 do 1983 je delal v Narodni in univerzitetni knjižnici v Ljubljani, najprej kot bibliotekar, kasneje pa kot bibliotekarski svetovalec ter vodja oddelka za stvarni in sistematski katalog. Od leta 1983 do 1988 delal na ZRC SAZU. Bil je strokovni svetnik pri pravni sekciji Terminološke komisije Inštituta za slovenski jezik. Od leta 1988 pa vse do smrti je bil zaposlen, do leta 1993 redno, nato pa honorarno, na Oddelku za bibliotekarstvo Filozofske fakultete v Ljubljani, kjer je bil docent.
Bil je član Sveta za odnose z verskimi skupnostmi pri predsedstvu republiške konference SZDL. Od leta 1982 pa vse do smrti je bil odbornik Mohorjeve družbe v Celju, v letih 1982-1987 pa tudi njen podpredsednik. Bil je član sekcije za zgodovino pri centralni komisiji za klasifikacijo pri FID v Haagu (Mednarodna zveza za dokumentacijo) in član CERCOR (Evropski center za raziskovanje verskih kongregacij in redov) pri Univerzi v St. Etienne v okviru Academie de Lyon. Pri Zvezi bibliotekarskih društev Slovenije je bil v letih 1963-1983 član odbora in vodja komisije za klasifikacijo, od 1967 do 1983 tudi vodja komisije za diplome in odlikovanja, od 1964 do 1980 pa član komisije za klasifikacijo pri Zvezi društev bibliotekarjev Jugoslavije.
Pedagoško je deloval v študijskih letih 1965/1966 do 1979/1980, ko je začel predavati na Oddelku za knjižničarstvo Pedagoške akademije v Ljubljani. Predaval je predmeta Razvoj in sistematika znanosti ter Klasifikacija. Po ustanovitvi štiriletnega programa bibliotekarstva na Filozofski fakulteti pa je leta 1979 začel ta dva predmeta predavati na Oddelku za bibliotekrstvo te fakultete. Poleg teh dveh predmetov je predaval tudi predmet Razvoj bibliotekarstva. Obenem je nekaj časa predaval tudi na Pravni fakulteti, kjer je bil profesor latinščine in zunanji spraševalec pri predmetu Splošna in narodna zgodovina države in prava. 
Njegova bibliografija obsega okoli 150 enot. Večino njegovih del predstavljajo znanstvene in strokovne objave, ocene, bibliografije, biografije in poljudnoznanstveni članki, objavljeni v periodičnem tisku in zbornikih. Velik del njegovih objav zavzemajo zgodovinski zapisi. Na tem področju se je ukvarjal predvsem s preučevanjem zgodovine Cerkve, Laškega ter knjige in knjižnic. Natančno je preučeval tudi zgodovino Mohorjeve družbe. Kot velik poznavalec zgodovine cerkve, liturgičnega obredja in cerkvenih insignij je pisal o cerkvenih redih. Obdelal je tudi nekatera sporno interpretirana vprašanja slovenske zgodovine (Poročilo nemškega učitelja o spopadu na Gračnici 12. II. 1944, Nacistični ukrepi zoper duhovščino lavantinske škofije 1941-1945).
Drugo skupino njegovih del predstavlja biografije. Proučil je okoli 25 pomembnih Slovencev za Slovenski biografski leksikon, Primorski slovenski biografski leksikon, Avstrijski biografski leksikon in Enciklopedijo Slovenije. Napisal je tudi veliko predstavitev znanih osebnosti  z območja Laškega, ki so bile objavljene predvsem v koledarjih Mohorjeve družbe.
Pomembno področje njegovega ustvarjanja so tudi bibliografije. V letih 1969-1980 je sestavljal bibliografije z naslovom: » Zgodovinske publikacije v letu…«, ki so bile objavljene enkrat letno v Zgodovinskem časopisu. Pisal je Mohorsko bibliografijo za leto 1972-1981 in v soavtorstvu bibliografijo Nove tuje historične publikacije v osrednjih ljubljanskih knjižnicah za leta 1969-1981 za Zgodovinski časopis. Sam je leta 1969 sestavil delo Bibliographia Cartusiana Sloveniae.

## Nagrade
Za svoje bibliotekarsko delo je prejel več priznanj. Leta 1974 je ob 20-letnici Zveze društev bibliotekarjev Jugoslavije prejel častno diplomo. Leta 1975 je prejel Čopovo diplomo Društva bibliotekarjev Slovenije. Leta 1985 je dobil priznanje ob 110-letnici NUK za prispevek k strokovnemu razvoju NUK in slovenskega knjižničarstva. Leta 1971 pa priznanje Mohorjeve družbe za 20-letno delo. Za svoje strokovne in poljudnoznanstvene prispevke iz zgodovine Laškega je bil leta 1970 nagrajen s spomenico Gasilskega društva Laško. V letu 1994 pa je prejel tudi priznanje Antona Aškerca občine Laško ter nagrado 2. julij.

## Dela
- Univerzalna decimalna klasifikacija : Slovenska skrajšana izdaja. Ljubljana, 1967, 1982
- Das slowenische Bibliothekswesen. Wien, 1976
- Die Bedeutung der Mohorjeva družba (Hermagoras-Gesellschaft) für das kulturelle Leben der Slowenen. Wien, 1985